# ワット・クディライ
ワット・クディライ (Wat Kudi Rai 〈Wat Kudee Rai、Wat Kuti Rai〉、タイ語: วัดกุฎีราย) は、タイの北部、スコータイ県シーサッチャナーライの旧市内となるシーサッチャナーライ歴史公園にある寺院遺跡の1つである。

## 位置
ワット・クディライは、スコータイ王朝時代の副都であったシーサッチャナーライの都の周壁の外側、ヨム川沿いの西岸に位置する。

## 構成
ワット・クディライには、東と西に仏堂（モンドップ、mondop）がある。2基の仏堂はスコータイ様式であり、ラテライトにより構築されている。西側の仏堂には煉瓦に化粧しっくいを施して作られていた仏坐像が遺構として残存するが、ヨム川方向にある東の仏堂は内部の基壇にかつて安置されていた痕跡を残すのみである。これらの仏堂の前方には礼拝堂（ウィハーン、wihan）と本堂（ウボーソット、ubosot）の遺構があり、基礎および柱が残る。また、仏塔（チェーディー、chedi）も認められ、東の仏堂の後方には3基の小形の仏塔の遺構が見られる。